# Ключевий (Ульчський район)
Ключеви́й (рос. Ключевой) — селище у складі Ульчського району Хабаровського краю, Росія. Входить до складу Кисельовського сільського поселення.

## Населення
Населення — 106 осіб (2010; 226 у 2002).
Національний склад (станом на 2002 рік):
- росіяни — 84 %